# Irak en los Juegos Paralímpicos de Londres 2012
Irak estuvo representado en los Juegos Paralímpicos de Londres 2012 por un total de 19 deportistas, 16 hombres y tres mujeres.

## Medallistas
El equipo paralímpico iraquí obtuvo las siguientes medallas:
| Nombre           | Deporte                   | Evento                 |
| ---------------- | ------------------------- | ---------------------- |
| Oro              |                           |                        |
| —                |                           |                        |
| Plata            |                           |                        |
| Ahmed Nas        | Atletismo                 | Jabalina F40 masculino |
| Faris Al-Ayeli   | Levantamiento de potencia | +100 kg masculino      |
| Bronce           |                           |                        |
| Wildan Nujailawi | Atletismo                 | Jabalina F40 masculino |